# Laphria bifasciata
Laphria bifasciata är en tvåvingeart som först beskrevs av Olivier 1789.  Laphria bifasciata ingår i släktet Laphria och familjen rovflugor. Inga underarter finns listade i Catalogue of Life.